# Toile huilée
Ne doit pas être confondu avec Toile cirée.

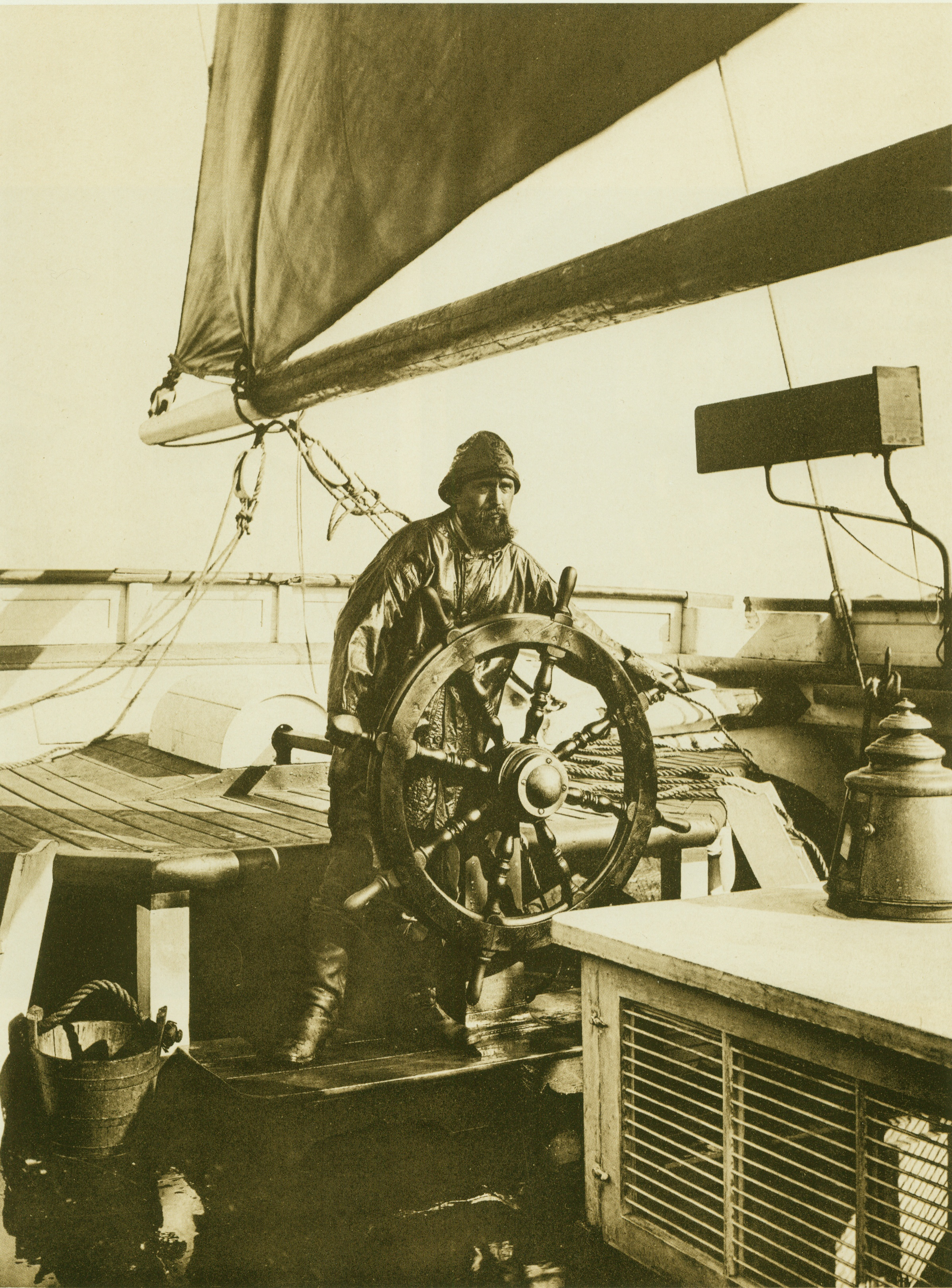
Marin portant un vêtement en toile huilée, ~1893

La toile huilée est un tissu imperméable et coupe-vent obtenu en imprégnant un solide canevas de différents mélanges pouvant utiliser entre autres de l'huile de lin ou de la cire d'abeille.
Elle est principalement utilisée pour confectionner des manteaux pour les pêcheurs ou des vêtements de protection utilisés lors d'activités exposant à la pluie durant de longues heures, tels l'alpinisme ou l'équitation.